# Metalación

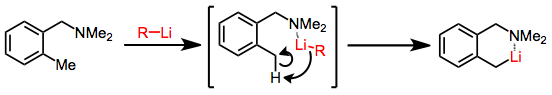
Reacción de metalación con formación de un compuesto de organolitio.

La metalación es una reacción química que da lugar a compuestos en los que un átomo de metal está unido a una molécula covalente (generalmente orgánica).
El litio metálico en contacto con un derivado halogenado (haluro o halogenuro orgánico) reacciona y el átomo de litio se une a la molécula orgánica, y forma un compuesto de organolitio y el correspondiente halogenuro de litio. De igual manera el magnesio metala a los haluros orgánicos para dar reactivos de Grignard (compuestos de organomagnesio).
Los protones (hidrones, H+) de una molécula que posea carácter ácido, aunque sólo sea ligeramente, pueden ser cambiados por un átomo de metal mediante una mezcla reactiva adecuada de n-butillitio.
Por ejemplo el tolueno reacciona con n-butillitio formando un compuesto de organolitio por un mecanismo de metalación.
C6H5-CH3  +  CH3-CH2-CH2-CH2Li → C6H5-CH2Li  +  CH3-CH2-CH2-CH3

## Reactivos y disolventes en las metalaciones
Para conseguir que el átomo de metal se una a una molécula orgánica, podemos tratarla con el metal puro, con una amida metálica o con otro compuesto organometálico previamente preparado.
Como disolvente se puede emplear tetrahidrofurano. Los enlaces Carbono-Metal son poco polares, así que los compuestos formados son solubles en algunos disolventes orgánicos como hexano, éter o benceno.

## Transmetalación
La transmetalación es una reacción en la que se intercambian dos átomos de metal entre dos moléculas orgánicas diferentes. Por ejemplo, las transmetalaciones se pueden lograr mediante la reacción de un reactivo de organolitio con una sal metálica.
Por ejemplo, un compuesto de organolitio cíclico puede llevar a cabo procesos de transmetalación con zinc o cobre. Así se puede prepara un compuesto de organozinc por transmetalación litio-zinc.